# Lisa Johansson-Pape
Carin Elisabeth (Lisa) Johansson-Pape, född Johansson 21 januari 1907 i Helsingfors, död där 5 oktober 1989, var en finländsk formgivare, mest känd för sina lampor. Hon var den mest tongivande finländska formgivaren av armatur under andra hälften av 1900-talet. För henne var funktionaliteten viktigare än designen.

## Biografi
Efter att ha gått ut Aalto-universitetets högskola för konst, design och arkitektur (finska: Aalto-yliopiston taiteiden ja suunnittelun korkeakoulu) vid Aalto-universitetet i Helsingfors år 1927, började hon arbeta på Kylmäkoski designing furniture. 1933 blev hon medlem hos Finska Handarbetets vänner, där hon var konstnärlig ledare från 1951 till 1985. Hon ritade möbler för Stockmann 1937 och lampor för Stockmanns fabrik Orno 1942. Hon var en av dem som grundade Illuminating Engineering Society (Suomen Valoteknillinen Seura).
Johansson-Pape har också skapat installationer för 150 kyrkor, bland annat Eckerö kyrka, Barnets borg och för fartygen Ilmatar, Aallotar, Finnpartner, Finnhansa och isbrytaren Karhu.
Johansson-Pape har hållit föreläsningar vid Aalto-universitetets högskola för konst, design och arkitektur och skrivit artiklar om belysning. Hon var även utställningsarkitekt och organiserade utställningar om mattor och lampor. Hon deltog i New York’s World Fair of 1939 och på Milanotriennalen, där hon erhöll ett pris år 1951. 1954 fick hon pris igen på samma triennal för en lampa i opalglas som hon ritat för Iittala. 1957 fick hon Finlands Lejons orden. År 1963 ritade hon flera vaser åt Iittala.
Flera av Johansson-Papes belysningsföremål tillverkas fortfarande av Innojok och Keraplast.
Johansson-Papes finns representerad vid Nationalmuseum i Stockholm.